# Folhadosa
Folhadosa település Portugáliában, Seia megyében. A település területe 3,33 négyzetkilométer. Folhadosa lakossága 327 fő volt a 2011-es adatok alapján. A településen a népsűrűség 98,2 fő/ négyzetkilométer. A Folhadosában rejlő idegenforgalmi lehetőségeket egyelőre nem aknázzák ki megfelelően. 

## Demográfia

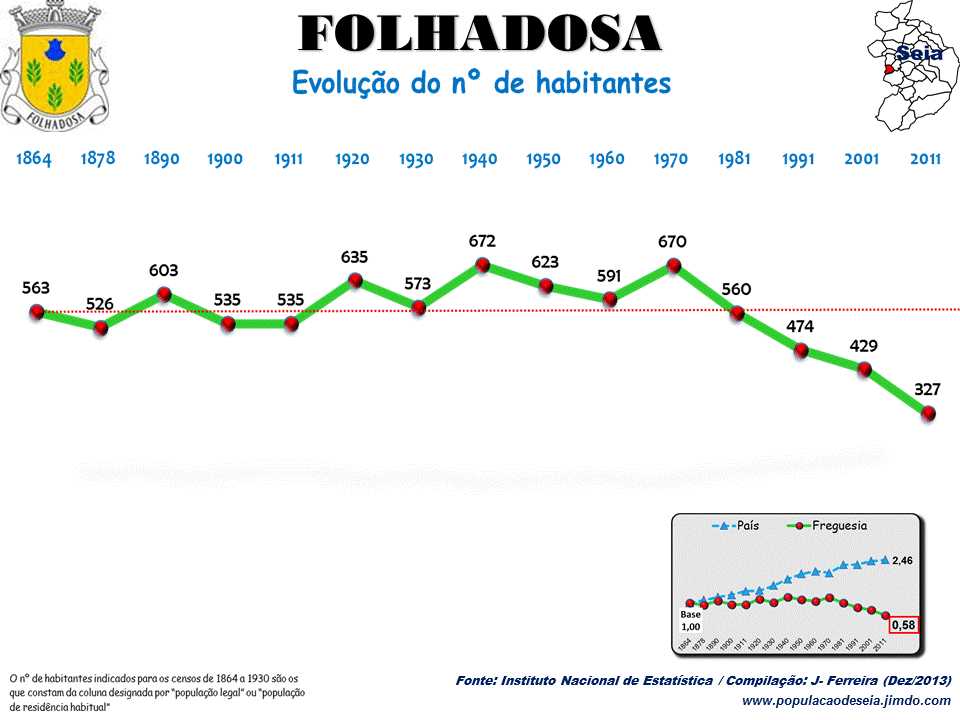
Folhadosa népességi adatai 1864 / 2011
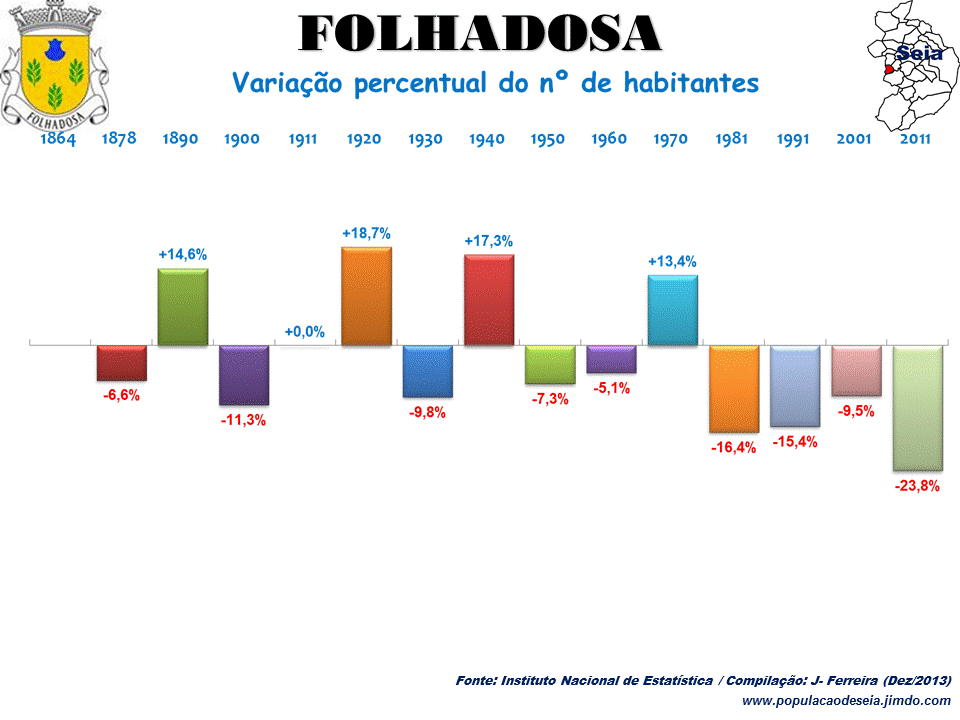
Folhadosa népességváltozásai 1864 / 2011

## Fordítás
Ez a szócikk részben vagy egészben  a   Folhadosa című portugál Wikipédia-szócikk ezen változatának fordításán alapul.  Az eredeti cikk szerkesztőit annak laptörténete sorolja fel. Ez a jelzés csupán a megfogalmazás eredetét és a szerzői jogokat jelzi, nem szolgál a cikkben szereplő információk forrásmegjelöléseként.